# Escàlabis

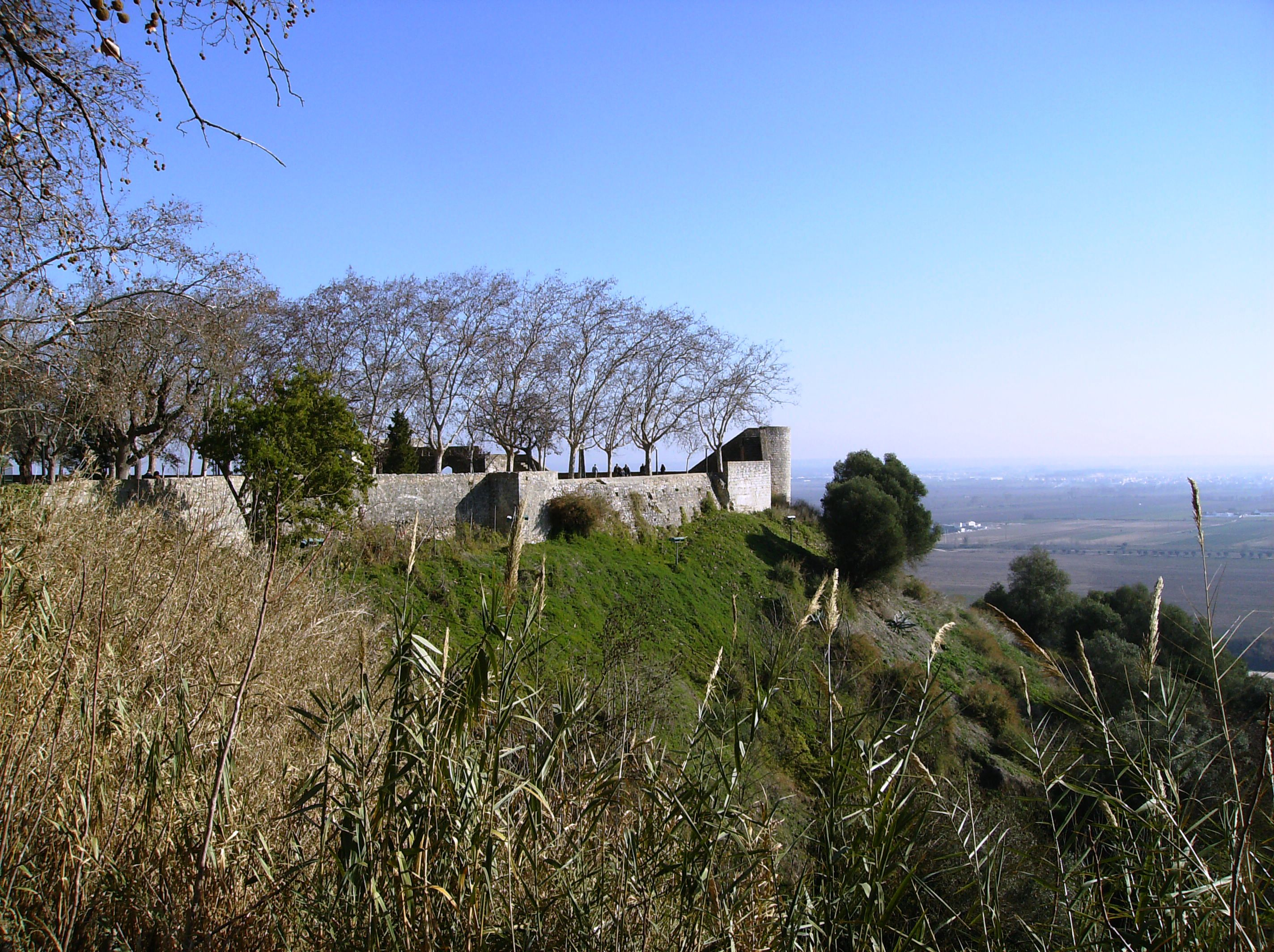
El castell de Santarem fou el primer lloc fortificat de l'antiga ciutat romana.

Escàlabis (llatí: Scalabis) fou una ciutat de Lusitània entre Olisipo i Emèrita. Plini el Vell diu que era colònia romana (Praesidium Julium Scalabium) i seu d'un convent jurídic. Ptolemeu l'esmenta erròniament com Σκαλαβίσκος, probablement per corrupció de Σκαλαβίς κολ. (κολωνία). És la moderna Santarém.